# Diócesis de Mỹ Tho
La diócesis de Mỹ Tho (en latín: Dioecesis Mythoën(sis) y en vietnamita: Giáo phận Mỹ Tho) es una circunscripción eclesiástica latina de la Iglesia católica en Vietnam, sufragánea de la arquidiócesis de Ho Chi Minh. La diócesis tiene al obispo Pierre Nguyên Văn Kham como su ordinario desde el 26 de julio de 2014. 

## Territorio y organización
La diócesis tiene 9446 km² y extiende su jurisdicción sobre los fieles católicos de rito latino residentes en las provincias de Tiền Giang, Long An y luna parte de la de Đồng Tháp al norte del río Tien.
La sede de la diócesis se encuentra en la ciudad de Mỹ Tho, en donde se halla la Catedral de la Inmaculada Concepción.
En 2019 en la diócesis existían 111 parroquias.

## Historia
La diócesis fue erigida el 24 de noviembre de 1960 con la bula Quod venerabiles del papa Juan XXIII, obteniendo el territorio del vicariato apostólico de Saigón (hoy arquidiócesis de Ho Chi Minh).

## Estadísticas
De acuerdo al Anuario Pontificio 2020 la diócesis tenía a fines de 2019 un total de 138 065 fieles bautizados.
| Año                                                                             | Población            | Población | Población      | Sacerdotes | Sacerdotes    | Sacerdotes    | Bautizados por sacerdote | Diáconos permanentes | Religiosos | Religiosos | Parroquias |
| Año                                                                             | Bautizados católicos | Total     | % de católicos | Total      | Clero secular | Clero regular | Bautizados por sacerdote | Diáconos permanentes | Varones    | Mujeres    | Parroquias |
| ------------------------------------------------------------------------------- | -------------------- | --------- | -------------- | ---------- | ------------- | ------------- | ------------------------ | -------------------- | ---------- | ---------- | ---------- |
| 1970                                                                            | 56 900               | 1 437 000 | 4.0            | 62         | 62            |               | 917                      |                      |            | 83         |            |
| 1974                                                                            | 86 000               | 1 567 320 | 5.5            | 53         | 52            | 1             | 1622                     |                      | 1          | 186        | 3          |
| 2000                                                                            | 102 095              | 4 602 095 | 2.2            | 79         | 79            |               | 1292                     |                      |            | 161        | 100        |
| 2001                                                                            | 103 599              | 3 901 140 | 2.7            | 75         | 75            |               | 1381                     |                      |            | 151        | 103        |
| 2002                                                                            | 107 660              | 4 230 000 | 2.5            | 77         | 77            |               | 1398                     |                      |            | 150        | 63         |
| 2003                                                                            | 108 574              | 4 033 309 | 2.7            | 84         | 84            |               | 1292                     |                      |            | 211        | 63         |
| 2004                                                                            | 111 454              | 4 278 000 | 2.6            | 82         | 82            |               | 1359                     |                      |            | 218        | 63         |
| 2013                                                                            | 126 560              | 5 280 320 | 2.4            | 125        | 121           | 4             | 1012                     |                      | 8          | 274        | 110        |
| 2016                                                                            | 136 866              | 4 241 000 | 3.2            | 134        | 131           | 3             | 1021                     |                      | 5          | 198        | 106        |
| 2019                                                                            | 138 065              | 4 250 090 | 3.2            | 144        | 140           | 4             | 958                      |                      | 4          | 230        | 111        |
| Fuente: Catholic-Hierarchy, que a su vez toma los datos del Anuario Pontificio. |                      |           |                |            |               |               |                          |                      |            |            |            |

## Episcopologio
- Joseph Trãn-Vãn-Thiên † (24 de noviembre de 1960-24 de febrero de 1989 falleció)
- André Nguyên Van Nam † (24 de febrero de 1989 por sucesión-26 de marzo de 1999 retirado)
- Paul Bùi Văn Đoc † (26 de marzo de 1999-28 de septiembre de 2013 nombrado arzobispo coadjutor de Ho Chi Minh)[3]
- Pierre Nguyên Văn Kham, desde el 26 de julio de 2014